# Puente Jones
El Puente Jones es un puente sobre el río Pasig, en la ciudad de Manila en las Filipinas que conecta el distrito de Binondo en la calle Rosario Street (ahora Calle Quintin Paredes) con el centro de Manila. El puente anterior, que conectaba los dos distritos fue el Puente Grande, más tarde llamado el Puente de España, ubicado a una cuadra río arriba de la calle Nueva (ahora Calle ET Yuchengco), el tramo es considerado el más antiguo en las Filipinas.